# Hanne Marie
Die Hanne Marie ist eine hölzerne Gaffelketsch, die 1919 auf Fanø als Haikutter gebaut wurde.

## Geschichte
Das Schiff wurde 1919 auf einer Werft auf der dänischen Insel Fanø als Haikutter gebaut. Es diente als Fischereifahrzeug, bis es in den 1970er Jahren außer Dienst gestellt und in Esbjerg aufgelegt wurde.
In den 1980er Jahren wurde das Schiff verkauft und restauriert. Seit 1990 wird die Hanne Marie durch den in Bielefeld beheimateten Verein Hanne Marie Segeln als Traditionsschiff betrieben. Seit 2004 ist das Schiff im Museumshafen Greifswald beheimatet. Von dort werden Segeltörns vorwiegend in die westliche und südliche Ostsee unternommen. Ziel ist dabei, das traditionelle Segeln zu bewahren.